# Saint-Hilaire-de-Lavit
Saint-Hilaire-de-Lavit är en kommun i departementet Lozère i regionen Occitanien i södra Frankrike. Kommunen ligger i kantonen Saint-Germain-de-Calberte som tillhör arrondissementet Florac. År 2022 hade Saint-Hilaire-de-Lavit 101 invånare.

## Befolkningsutveckling
Antalet invånare i kommunen Saint-Hilaire-de-Lavit
| Referens: INSEE |